# María Reyes Sobrino
María Reyes Sobrino (Viladecans, Barcelona, 6 de enero de 1967) es una atleta española. Es una atleta especializada en la prueba de marcha atlética. Después de retirarse comenzó un periodo como entrenadora de atletismo en el Club Atletismo Viladecans, siendo la descubridora y dirigiendo los inicios de la marchadora Beatriz Pascual, para posteriormente dedicarse a dirigir un programa para la promoción y participación en el deporte para la tercera edad, conjuntamente con el ayuntamiento de Viladecans.
Gran parte de su familia ha tenido una vinculación especial con el atletismo. Su padre fue miembro fundador del CA Viladecans, y además un destacado atleta en la categoría de veterano y su hermano, atleta popular, preside actualmente el CA Viladecans.

## Carrera deportiva

### Historial nacional
- Campeona de España Júnior en 1984 y 1985.[6]
- Campeona de España de 5 km marcha en pista en 1987-88 y 1989.
- Campeona de España de 10 km marcha en ruta en 1985-88-89 y 1990.
- Campeona de España de 10 km marcha en pista en 1991.

### Historial Internacional
- 24 veces internacional con España.
- Campeona de Europa Júnior en 5 km marcha en Cottbus’85.[3]
- 3.ª en los juegos Iberoamericanos de 10 km marcha en México’88.[5]
- Campeona de Europa en pista cubierta 3 km marcha en Budapest’88.[4]
- 3.ª en los Campeonatos de Europa en pista cubierta en 3 km marcha en La Haya’89.[4]
- Campeona de los Juegos Iberoamericanos en 10 km marcha en Manaus’90.[5]

## Mejores marcas personales
| Mejores marcas personales                                                                             | Mejores marcas personales | Mejores marcas personales | Mejores marcas personales |
| Distancia                                                                                             | Tiempo                    | Lugar                     | Fecha                     |
| --- | ------------------------- | ------------------------- | ------------------------- |
| 3 000 m                                                                                               | 12:27:82                  | Budapest, Hungría         | e de marzo de 1989        |
| 3 km                                                                                                  | 12:57 (paso)              | La Coruña, España         | 12 de mayo de 1987        |
| 5 000 m                                                                                               | 21:57:86                  | Barcelona, España         | 12 de julio de 1990       |
| 5 km                                                                                                  | 21:25                     | La Coruña, España         | 12 de mayo de 1987        |
| 10 000 m                                                                                              | 46:04:05                  | Barcelona, España         | 16 de agosto de 1989      |
| 10 km                                                                                                 | 44:16                     | Grassau, Alemania         | 16 de junio de 1990       |
| Las competiciones en pista vienen indicadas en metros y las que son en ruta se indican en kilómetros. |                           |                           |                           |